# Poladryas arachne
Poladryas arachne är en fjärilsart som beskrevs av Edwards 1869. Poladryas arachne ingår i släktet Poladryas och familjen praktfjärilar. Inga underarter finns listade i Catalogue of Life.